# Qu'un seul tienne et les autres suivront
Pour plus de détails, voir Fiche technique et Distribution.
Qu'un seul tienne et les autres suivront est un film français réalisé par Léa Fehner en 2009. Il s'agit de son premier film.

## Synopsis
Zorah (Farida Rahouadj), pour faire le deuil de son fils, mort en France, décide de se rendre à Marseille pour comprendre ce qui s'est passé. Elle réussit à devenir la nounou de Céline (Delphine Chuillot), la sœur de François (Michaël Erpelding), l'amant et meurtrier de son fils. François est en prison et attend son jugement. Elsa (Dinara Droukarova) et Stéphane (Reda Kateb) forment un couple à la dérive qui vit toujours chez les parents de ce dernier. Elle se prostitue à l'occasion et Stéphane vit de petits boulots qu'il ne réussit pas même à remplir. À la suite d'un accident, Elsa se retrouve aux urgences où Stéphane vient la chercher. Il rencontre Pierre (Marc Barbé), un truand local, qui, frappé par son extrême ressemblance avec un ami incarcéré, lui propose de prendre sa place en prison lors d'une visite au parloir. Stéphane, hésitant, finit par accepter la proposition contre une forte somme d'argent. Laure (Pauline Étienne), une jeune adolescente de 16 ans, tombe amoureuse d'Alexandre (Vincent Rottiers), jeune délinquant au grand cœur qui se met fréquemment dans diverses bagarres. À la suite de l'une d'elles, il est emprisonné pour coups et blessures sur les forces de l'ordre. Laure pour pouvoir lui rendre visite en prison trouve le subterfuge d'être accompagné par Antoine (Julien Lucas), jeune interne en médecine qui devient son ami.

## Fiche technique
- Titre : Qu'un seul tienne et les autres suivront
- Réalisation : Léa Fehner
- Scénario : Léa Fehner et Catherine Paillé
- Montage : Julien Chigot
- Son : Julien Sicart
- Production : Philippe Liégeois et Jean-Michel Rey
- Société de production : Rézo Productions
- Genre : drame
- Pays de production :  France
- Langue : français, arabe
- Durée : 120 minutes
- Date de sortie : France : 9 décembre 2009

## Distribution
- Farida Rahouadj : Zorha
- Reda Kateb : Stéphane
- Pauline Étienne : Laure
- Marc Barbé : Pierre, truand local
- Vincent Rottiers : Alexandre, amoureux de Laure, délinquant
- Dinara Droukarova : Elsa, compagne de Stéphane
- Julien Lucas : Antoine, interne en médecine
- Delphine Chuillot : Céline, agente immobilier
- Michaël Erpelding : François, amant du fils de Zorah, frère de Céline
- Edmonde Franchi : mère de Stéphane
- François Fehner : le juge
- Stéphanie Fatout : la tenancière du pressing
- Nacer Belhaoues  : Mokrane

## Distinctions
- Son scénario a été — avant réalisation du film — lauréat des prix junior du meilleur scénario Sopadin en 2007.
- Prix Michel-d'Ornano 2009, remis lors du Festival du cinéma américain de Deauville le 13 septembre 2009.
- Prix Louis-Delluc 2009 du premier film, décerné le 11 décembre 2009.
- Pour son interprétation dans ce film, Pauline Étienne a obtenu le Lumière du meilleur espoir féminin en 2010.